# Carl Westphal
Carl Friedrich Otto Westphal (23 de marzo de 1833 – 27 de enero de 1890) fue un neurólogo y psiquiatra alemán

## Biografía
Nace en 1833 y fue un neurólogo y psiquiatra alemán. Tras conseguir su doctorado y trabajar en la caridad consigue en 1874 el título completo de profesor de psiquiatría. 

### Contribuciones
Hace varias contribuciones a la ciencia médica como el término "agorafobia", el diagnóstico temprano de la "pseudoesclerósis", conocida actualmente como "degeneración hepatolenticular", la demostración de una relación entre el tabes dorsal (una degeneración del nervio en la médula espinal)  y la parálisis en los enfermos mentales. Además del núcleo de Edinger-Westphal que hace que el ojo pueda mostrar respuestas a la luz o a la relajación.
Además fue también el primer doctor que proporciona una descripción clínica de la narcolepsia y la cataplejía, en 1877. De la cual ya pensó que podía ser genético ya que tuvo un paciente cuya madre también la padecía. En 1880 el doctor francés J.B. Gélineau describe también ambos conceptos y será quien bautice este síndrome como "narcolepsia".
Michel Foucault atribuye a Westphal el nacimiento del homosexual moderno con su publicación en 1870 "Sentimiento Sexual Contrario" en el que describe a dos personas tratando lo que se conocerá como homosexualidad. Este es uno de los primeros escritos médicos que muestran la sexualidad como un trastorno psiquiátrico.